# Ryo Kawakita
Ryō Kawakita (川北 亮) conocido también como Maximum the Ryō (マキシマムザ亮君, Hachiōji, 13 de diciembre de 1978) es un músico japonés, conocido por ser el vocalista y guitarrista de la banda Maximum The Hormone y hermano de la baterista Nawo Kawakita.
Empezó a tocar desde adolescente, escuchando bandas como Tool, KoRn, Pantera, SOAD, de quienes se inspiró en su estilo pesado y duro, aunque también aporta riffs más de tipo punk rock. Sus mayores influencias son Tool, KoRn, Pantera, System of a Down y Red Hot Chili Peppers.
Ryo fue invitado por su hermana Nawo Kawakita a la banda después de la salida de Sugi y Key, ya que ella lo había oído tocar desde la secundaria, además que le gustaba su manera de cantar y para llenar la vacante de guitarrista.
Junto con Daisuke Tsuda comparten el trabajo de vocalista. Ryo se encarga de la voz melódica, mientas que Daisuke del growl y el rap.
Hasta el momento Ryo ha grabado con la banda los álbumes
Ootori (Hou) (鳳 (ほう) (2001), Mimi Kajiru (耳噛じる, (2002), Kusoban (糞盤), (2004), Rokkinpo Goroshi (ロッキンポ殺し, 2005), Buiikikaesu (ぶっ生き返す,2007) y Yoshu Fukushu（予襲復讐 ,2013）